# Podostroma
Die Einteilung der Lebewesen in Systematiken ist kontinuierlicher Gegenstand der Forschung. So existieren neben- und nacheinander verschiedene systematische Klassifikationen. 
Das hier behandelte Taxon ist durch neue Forschungen obsolet geworden oder ist aus anderen Gründen nicht Teil der in der deutschsprachigen Wikipedia dargestellten Systematik.

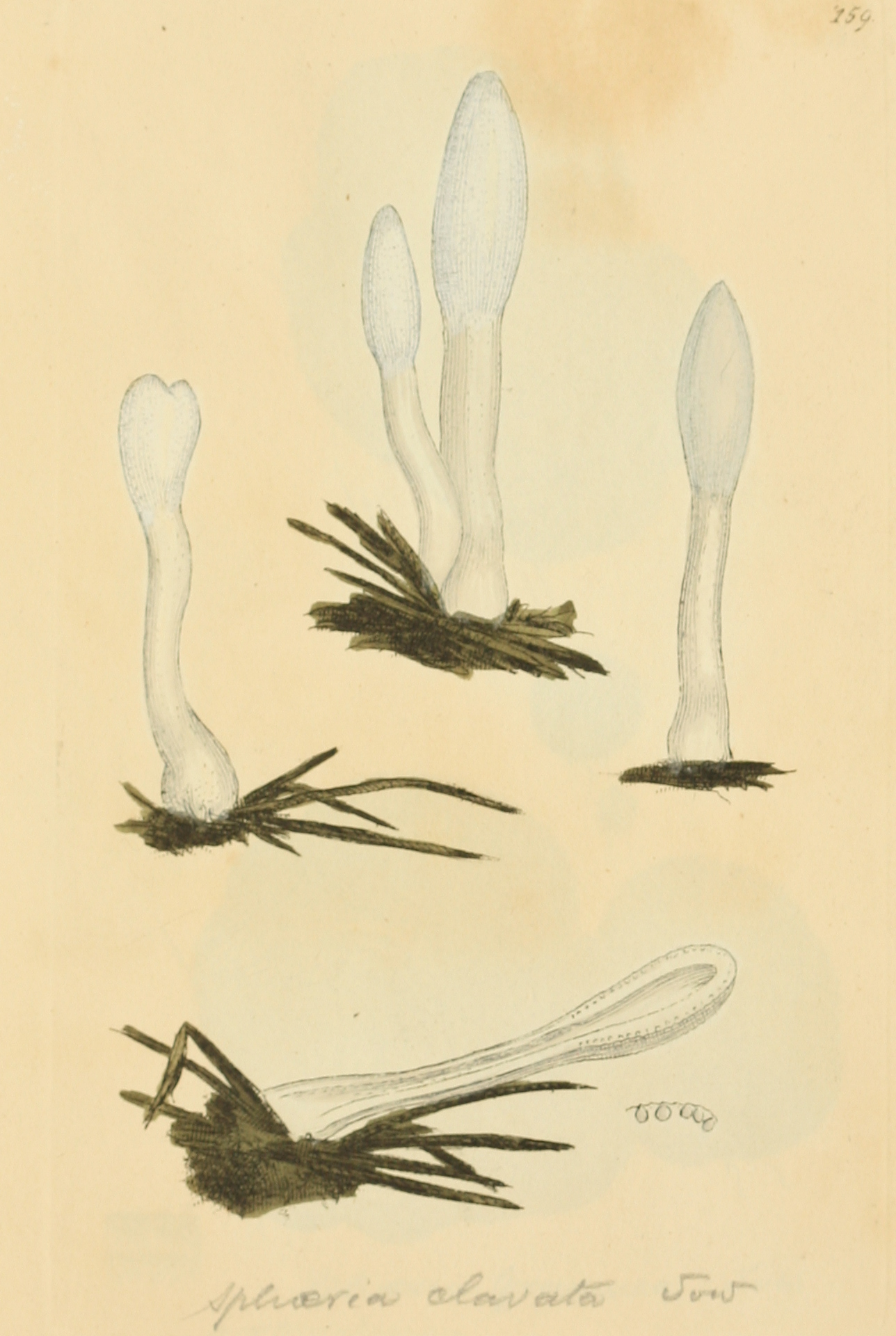
Podostroma alutaceum in James Sowerbys Coloured Figures of English Fungi or Mushrooms (1797)

Podostroma war eine Gattung von Schlauchpilzen aus der Familie der Krustenkugelpilzverwandten. Sie wurde 1892 vom finnischen Mykologen Petter Adolf Karsten erstmals beschrieben. Die Gattung umfasst 11 Arten, die zusammengenommen ein großes Verbreitungsgebiet haben.:552

## Merkmale
Podostroma-Arten haben ein Stroma, das einen deutlichen Stiel ausbildet. Dieser ist aufrecht, keulenförmig fleischig und mit hellen Farben. In das Stroma eingebettet sind die eigentlichen Fruchtkörper, die Perithecien. Das Stroma ist wie bei allen Krustenkugelpilzverwandten gleich aufgebaut mit apikalen Periphysen, die sich bei Reife auflösen. Schläuche und Sporen sind nicht unterscheidbar von denen der Gattung Hypocrea/Trichoderma. Die Schläuche sind zylindrisch mit einer leicht verdickten Spitze, die eine dunkle Pore besitzt. Die Sporen sind durchscheinend, stachelig und zweizellig. Beide Hälften jeder Spore brechen bald auseinander, so dass sich in jedem Schlauch scheinbar 16 statt acht Sporen befinden.

## Ökologie
Podostroma-Arten leben auf einer Vielzahl von Habitaten, sowohl auf dem Boden als auch auf Pflanzen bzw. deren Früchten.

## Taxonomie
Die Gattung wurde 1892 von Petter Adolf Karsten mit der Typus-Art Podostroma leucopus beschrieben. Die MycoBank unterschied noch folgende Synonyme:
- Hypocrea subgen. Podocrea Sacc. (1883)
- Podocrea (Sacc.) Lindau (1897)

Es wurde recht früh erkannt, dass sich Podostroma-Arten außer dem gestielten Stroma kaum von Hypocrea-Arten unterscheiden lassen. Nach mehreren Untersuchungen wurden daher die Arten in die Gattung Hypocrea integriert. Allerdings bilden die Hypocrea-Arten die Hauptfruchtformen der Gattung Trichoderma. Aufgrund von Änderungen im Nomenklatur-Code wurde der Gattungsname Trichoderma als Nomen conservandum vorgeschlagen, der gegenüber der teleomorphen Gattung Hypocrea zu bewahren ist. Daher sind nun alle ehemaligen Podostroma-Arten in die Gattung Trichoderma integriert, auch wenn vorher keine Nebenfruchtform bekannt war.

## Systematik
Folgende Arten sind beschrieben:
- Podostroma africanum
- Podostroma alutaceum
- Podostroma brevipes
- Podostroma cordyceps
- Podostroma cornu-damae
- Podostroma daisenense
- Podostroma eperuae
- Podostroma giganteum
- Podostroma grossum
- Podostroma solmsii
- Podostroma zeylanicum